# Versorgungsausgleich
Der Versorgungsausgleich ist nach deutschem Familienrecht der bei der Scheidung stattfindende Ausgleich der während der Ehezeit von den Eheleuten erworbenen Anwartschaften und Aussichten auf eine Versorgung wegen Alters oder verminderter Erwerbsfähigkeit. Er wird vom Familiengericht im Rahmen des Ehescheidungsverfahrens durchgeführt.
Als Ehezeit gilt dabei die Zeit vom Beginn des Monats, in dem die Ehe geschlossen wurde, bis zum Ende des Monats vor Zustellung des Scheidungsantrags.
Eingeführt wurde der Versorgungsausgleich zum 1. Juli 1977 durch das Erste Gesetz zur Reform des Ehe- und Familienrechts, welches der Bundestag im Sommer 1976 beschlossen hatte.
In den Versorgungsausgleich einzubeziehen sind insbesondere Anwartschaften bei folgenden Einrichtungen:
- gesetzliche Rentenversicherung,
- Beamtenversorgung,
- betriebliche Altersversorgung einschließlich der Zusatzversorgungen des öffentlichen Dienstes,
- berufsständische Altersversorgungen (beispielsweise Ärzte-, Apotheker-, Architekten-, Rechtsanwaltsversorgungen),
- private Lebensversicherungen (nur Rente, § 2 Abs. 2 Nr. 3 VersAusglG).

Das Versorgungsausgleichsgesetz (VersAusglG), dessen wesentliche Regelungen (Grundzüge) nachfolgend kurz dargestellt werden, ist als Art. 1 im Gesetz zur Strukturreform des Versorgungsausgleichs enthalten.

## Zeitlicher Geltungsbereich des Versorgungsausgleichsgesetzes
Das neue Versorgungsausgleichsgesetz erfasst Scheidungsverfahren, bei denen der Scheidungsantrag ab dem 1. September 2009 beim Familiengericht (FamG) eingegangen ist. Ist der Scheidungsantrag bis zum 31. August 2009 eingegangen, gilt weiterhin grundsätzlich altes Recht. Allerdings greifen zu diesem Grundsatz einige Ausnahmen. Wurde das Versorgungsausgleichsverfahren z. B. noch am 1. September 2009 abgetrennt, ausgesetzt oder wurde das Ruhen des Verfahrens gerichtlich angeordnet, greift neues Versorgungsausgleichsrecht (§ 48 VersAusglG). In Verfahren, in denen am 31. August 2010 im ersten Rechtszug noch keine gerichtliche Entscheidung ergangen ist, ist ab dem 1. September 2010 das neue Versorgungsausgleichsrecht (materielles Recht sowie Verfahrensrecht) anzuwenden (siehe § 48 Abs. 3 VersAusglG).

## Regelungsinhalt des Versorgungsausgleichsgesetzes

### Grundsatz der internen Teilung von in der Ehezeit erworbenen Versorgungsanrechten
Der neue Versorgungsausgleich ordnet die interne Teilung von in der Ehezeit erworbenen Rentenansprüchen zwischen den Ehegatten bzw. Lebenspartnern nach der Scheidung an. Bei Anwartschaften oder Versorgungsansprüchen nach dem Betriebsrentengesetz (BetrAVG) oder dem Altersvorsorgeverträge-Zertifizierungsgesetz werden nun (anders als nach altem Recht) auch Kapitalleistungen erfasst (siehe § 2 Abs. 2 Zf. 3 VersAusglG). Es gilt grundsätzlich die Halbteilung der in der Ehezeit erworbenen Versorgungsanrechte. Auszugleichen ist damit die Hälfte jedes in der Ehezeit erworbenen unverfallbaren Versorgungsanrechtes bei jedem Ehegatten (sogenannter „Hin-und-Her-Ausgleich“) intern im jeweiligen betroffenen Versorgungssystem.
Ausgleichspflichtige Person (Ausgleichspflichtiger) ist derjenige, der in der Ehezeit ein ausgleichspflichtiges Anrecht erworben hat. Der ausgleichsberechtigten Person (Ausgleichsberechtigte) steht die Hälfte des Werts des jeweiligen Ehezeitanteils (sogenannter „Ausgleichswert“) zu.

### Von der Teilung erfasste Anrechte
Vom neuen Recht werden im In- und Ausland bestehende Anwartschaften auf Versorgungen und Ansprüche auf laufende Versorgungen erfasst (z. B. aus der gesetzlichen Rentenversicherung, aus anderen Regelsicherungssystemen wie der berufsständischen Pflichtversorgung, der Beamtenversorgung und der betrieblichen sowie der privaten Altersversorgung) – (siehe § 2 VersAusglG).
Im Gegensatz zum alten Recht gibt es das sogenannte „Rentnerprivileg“ nicht mehr. Dies bedeutet, dass jedenfalls in der betrieblichen Altersversorgung die interne Teilung dazu führt, dass es beim ausgleichspflichtigen Rentner zu einer dauerhaften Rentenkürzung kommt (z. B. der schon betriebliche Altersrente beziehende Ehepartner erhält die Altersrente nach der Scheidung dauerhaft um den Ausgleichswert gekürzt). Dies gilt ebenso bei einem Bezug einer Erwerbsminderungsrente aus der betrieblichen Altersversorgung. Stirbt z. B. der Ausgleichsberechtigte nach Rechtskraft der Teilung der betrieblichen Versorgungsanrechte, bleibt die Rentenleistung für den Ausgleichsverpflichteten im Rahmen der betrieblichen (und auch der privaten) Altersversorgung weiterhin gekürzt. Um dieses Härtefälle erzeugende Ergebnis zu vermeiden, sind insbesondere Vereinbarungen zum Versorgungsausgleich hilfreich.
Nach § 32 VersAusglG wird nur im Rahmen u. a. der gesetzlichen Rentenversicherung, der Beamtenversorgung, der berufsständischen Versorgung, der Alterssicherung für Landwirte und der Versorgungssysteme von Abgeordneten eine Anpassung nach Rechtskraft des Beschlusses zum Versorgungsausgleich (z. B. wegen Tod des Ausgleichsberechtigten usw.) vorgenommen. Hier ist auf eine entsprechende Antragstellung zu achten.
Einer Teilung unterliegt weiterhin nur das ausgleichsreife Anrecht. Was unter Ausgleichsreife zu verstehen ist, definiert das VersAusglG in § 19. Danach ist ein Anrecht u. a. jedenfalls dann ausgleichsreif, wenn es dem Grunde oder der Höhe nach schon ausreichend verfestigt ist, insbesondere also ein unverfallbares Anrecht nach dem Betriebsrentengesetz (BetrAVG). Die Unverfallbarkeit eines Anrechtes richtet sich z. B. in der betrieblichen Altersversorgung nach § 1b i. V. m. § 30f BetrAVG (noch verfallbare betriebliche Anrechte werden in den schuldrechtlichen Versorgungsausgleich verschoben). Für die Prüfung der Ausgleichsreife ist die letzte tatrichterliche Entscheidung im Versorgungsausgleich ausschlaggebend.
Ein ausgleichspflichtiges Anrecht liegt auch dann vor, wenn z. B. eine für das Anrecht maßgebliche Wartezeit (z. B. in der Versorgungsordnung definiert: Abruf einer Erwerbsminderungsrente erst dann möglich, wenn die Versorgungszusage 5 Jahre bestanden hat) noch nicht erfüllt ist oder eine Mindestbeschäftigungszeit noch nicht vorliegt (siehe § 2 Abs. 3 VersAusglG).
Stammt ein Versorgungsanrecht nicht aus den oben beschriebenen Regelsicherungssystemen, ist es nur auszugleichen, sofern es durch Arbeit oder Vermögen geschaffen oder aufrechterhalten worden ist und der Absicherung im Alter und bei Invalidität dient und auf eine Rentenleistung gerichtet ist (Ausnahme: betriebliche und private Altersversorgung; hier ist auch Kapital auszugleichen).

### Ermittlung der Ausgleichswerte
Der betroffene Versorgungsträger berechnet den Ehezeitanteil des Anrechts nach der im jeweiligen Versorgungssystem geltenden Bezugsgröße (z. B. Entgeltpunkte in der gesetzlichen Rentenversicherung oder Rentenbetrag als Euro-Betrag oder Kapitalwert bei einer Direktzusage usw.). Der Versorgungsträger bewertet das Anrecht zum Ende der Ehezeit (am letzten Tag des Monats vor Zustellung des Scheidungsantrags). Wirken sich Veränderungen rechtlicher (z. B. Änderung der Versorgungsordnung) oder tatsächlicher Art (z. B. Karrieresprung mit rückwirkenden Auswirkungen auf Versorgungshöhe) nach dem Ende der Ehezeit auf den Ehezeitanteil aus, sind sie zu berücksichtigen, wenn sie bis zur letzten richterlichen Entscheidung im Versorgungsausgleich eingetreten sind. Den nach den gesetzlichen Regelungen (§ 39 ff. VersAusglG) ermittelten Ausgleichswert unterbreitet der Versorgungsträger dann als Vorschlag eines Ausgleichswertes dem Familiengericht (z. B. als monatlicher Rentenwert zuzüglich korrespondierenden Kapitalwert oder nur als Kapitalwert). Dieses ist an den vorgeschlagenen Ausgleichswert jedoch nicht gebunden.
Das VersAusglG verweist im Hinblick auf die Einzelheiten der Wertermittlung des Anrechts auf §§ 39 bis 47 VersAusglG. Danach gilt grundsätzlich: Befindet sich ein Anrecht in der Anwartschaftsphase und richtet sich sein Wert nach einer Bezugsgröße (z. B. Eurobetrag oder Entgeltpunkte), die unmittelbar bestimmten Zeitabschnitten zugeordnet werden kann (z. B. im Ehezeit-Jahr 2008 in der gesetzlichen Rentenversicherung 1,5 Entgeltpunkte erworben), wird der Ehezeitanteil nach der unmittelbaren Bewertung ermittelt. Unmittelbare Bewertung sieht das Gesetz bei Entgeltpunkten, Deckungskapital, Rentenbausteinen, entrichteten Beiträgen oder bei der Dauer der Zugehörigkeit zum Versorgungssystem vor (z. B. Versorgungszusage sieht vor, dass pro Beschäftigungsjahr eine Erhöhung der Altersrentenleistung um 10,– Euro mtl. erfolgt).
Kann eine unmittelbare Bewertung eines sich in der Anwartschaftsphase befindlichen Anrechts nicht erfolgen, ist nachrangig die zeitratierliche Bewertung gesetzlich vorgesehen. Hierzu gibt das VersAusglG in § 40 Abs. 2 die genaue Ermittlung vor.
Die Bewertung einer laufenden Versorgung (Rentenleistung) richtet sich nach dem für die Anwartschaftsphase ausgeführten Grundsätzen (siehe § 41 VersAusglG).

### Durchführung der internen Teilung durch das Familiengericht
Der Versorgungsträger ist nach § 220 Abs. 4 FamFG verpflichtet, die für die Bestimmung des Ehezeitanteils und Ausgleichswerts benötigten Werte einschließlich einer übersichtlichen und nachvollziehbaren Berechnung dem Familiengericht mitzuteilen. Ebenso sind die für die interne Teilung maßgeblichen rechtlichen Grundlagen (z. B. Versicherungsbedingungen, Satzung, Richtlinien usw.) dem Gericht zu übermitteln.
Das Gericht kann den Versorgungsträger, der selbst Beteiligter ist, von Amts wegen oder auf Antrag eines anderen Beteiligten (z. B. Ehegatte) auffordern, die Einzelheiten der Wertermittlung vor Gericht zu erläutern. Gerichtlichen Ersuchen und Anordnungen hat der Versorgungsträger zu folgen (§ 220 Abs. 5 FamFG).
Ist der Ausgleichswert unstreitig ermittelt, überträgt das Familiengericht im Wege der internen Teilung für die ausgleichsberechtigte Person (z. B. Ehegatte A) zu Lasten des Anrechts der ausgleichspflichtigen Person (z. B. Ehegatte B) den Ausgleichswert bei dem Versorgungsträger, bei dem auch das Anrecht der ausgleichspflichtigen Person besteht. Für die ausgleichsberechtigte Person wird damit im Versorgungssystem ein neues Anrecht geschaffen, für die ausgleichspflichtige Person wird das Anrecht entsprechend gekürzt im Versorgungssystem weiter geführt. Dieser Teilungsvorgang im Versorgungssystem wird als interne Teilung bezeichnet. Haben ausgleichsverpflichtete und ausgleichsberechtigte Person auszugleichende Anrechte bei demselben Versorgungsträger, wird nur die Höhe des Wertunterschieds verrechnet.
Die interne Teilung muss vom Ergebnis her eine gleichwertige Teilhabe der Ehegatten bzw. Lebenspartner an den in der Ehezeit erworbenen Anrechten sicherstellen. Dies ist gesetzlich gegeben, wenn für die ausgleichsberechtigte Person ein eigenständiges und entsprechend gesichertes Anrecht (z. B. Insolvenzschutz nach BetrAVG) übertragen wird. Das Anrecht muss auch einer vergleichbaren Wertentwicklung folgen und es muss der gleiche Risikoschutz (z. B. Alters- und Invalidenschutz nach der Versorgungszusage) bestehen. Der Versorgungsträger kann allerdings das neue Anrecht der ausgleichsberechtigten Person auf Altersversorgungsleistungen beschränken, muss jedoch für den Wegfall der Invaliditäts- und/oder Hinterbliebenenabsicherung einen wertmäßigen Ausgleich gewähren.
Im Rahmen der internen Teilung kann der Versorgungsträger angemessene Teilungskosten (für die Begründung des neuen Anrechts im Versorgungssystem und zusätzliche Verwaltungskosten für die weitere Führung des Anrechts) geltend machen und mit den Anrechten beider Ehegatten hälftig verrechnen. Was angemessen in diesem Sinne ist, wird sich durch die Rechtsprechung noch zeigen (der Gesetzgeber geht in der Gesetzesbegründung von 2 bis 3 % des Deckungskapitals aus; grobe Anhaltswerte aus der Praxis: 200–300 € in der Regel pro geteiltem Anrecht). Das Familiengericht prüft jedenfalls die Angemessenheit der Kosten. Hier herrscht derzeit – mangels Entscheidungen zum neuen Recht – noch große Rechtsunsicherheit in der Frage, was von den Familiengerichten als angemessen bewertet wird.

### Ausschluss des Versorgungsausgleichs bei kurzer Ehezeit und Geringfügigkeit
Nach § 3 Abs. 3 VersAusglG findet bei einer Ehezeit von bis zu 3 Jahren ein Versorgungsausgleich nur statt, wenn ein Ehegatte ihn beantragt.
Nach § 18 VersAusglG soll das Familiengericht beiderseitige Anrechte gleicher Art nicht ausgleichen, wenn die Differenz der Ausgleichswerte gering ist. Auch einzelne Anrechte mit einem geringen Ausgleichswert soll das Familiengericht nicht ausgleichen. Da es sich in beiden Fällen um Sollvorschriften handelt, kann das Familiengericht auch anders verfahren.

### Vereinbarungen über den Versorgungsausgleich
Der Gesetzgeber lässt den Eheleuten einen weiten Gestaltungsspielraum für den Abschluss von Versorgungsausgleichsvereinbarungen (§ 6 ff. VersAusglG). Diese Vereinbarung kann schon im Vorfeld des Scheidungsverfahrens von den Ehegatten bzw. eingetragenen Lebenspartnern geschlossen werden. Das Familiengericht ist grundsätzlich an die Vereinbarung gebunden, ist jedoch befugt, diese Vereinbarung einer Inhalts- und Ausübungskontrolle zu unterziehen (u. a. Prüfung der Angemessenheit der Vereinbarung).
Durch die Vereinbarung können Anrechte nur übertragen oder begründet werden, wenn auch die maßgebliche Versorgungsregelung dies zulässt und die beteiligten Versorgungsträger zustimmen (§ 8 Abs. 2 VersAusglG).
In der Vereinbarung können die Ehegatten auch den Versorgungsausgleich ausschließen oder z. B. die Ausgleichsansprüche dem schuldrechtlichen Versorgungsausgleich vorbehalten. Als Schutzvorschrift schreibt § 7 VersAusgG notarielle Beurkundung vor, wenn eine Vereinbarung vor Rechtskraft der Entscheidung über den Versorgungsausgleich geschlossen wird.
Der Abschluss einer Vereinbarung lässt sich grundsätzlich dann empfehlen, wenn die Durchführung einer Teilung der Versorgungsanrechte zu erheblichen Nachteilen führen würde. Wird allerdings ein Ehegatte durch die Vereinbarung unangemessen benachteiligt, ist diese unwirksam.

### Auskunftsansprüche der Beteiligten
Um beurteilen zu können, ob und wie Vereinbarungen geschlossen werden könnten, ist der Abruf von Auskünften bei den Versorgungsträgern erforderlich. Durch die Auskunftserteilung der Eheleute bzw. Lebenspartner untereinander bzw. der Versorgungsträger kann u. U. erst der Bestand von in der Ehezeit erworbenen und zu teilenden Versorgungsanrechten und deren Höhe erkannt werden. Dieses Wissen ist aber Voraussetzung für den eventuellen Abschluss einer angemessenen Vereinbarung zum Versorgungsausgleich.
§ 4 VersAusglG regelt diese Auskunftsansprüche. Danach sind die Ehegatten, Hinterbliebenen und Erben verpflichtet, einander die für den Versorgungsausgleich erforderlichen Auskünfte zu erteilen. Nachrangig haben diese Personen, sofern sie voneinander keine Auskünfte erhalten können – was wegen der Komplexität der Materie zu befürchten ist – einen entsprechenden Auskunftsanspruch gegen den beteiligten Versorgungsträger. Das vergebliche Bemühen um Auskunft gegenüber den anderen Beteiligten muss dem Versorgungsträger nachgewiesen werden (z. B. durch Vorlage einer Mahnung). Der Versorgungsträger hat dann die für den Versorgungsausgleich erforderliche Auskunft für sein Versorgungssystem zu erteilen.
Im Rahmen der Auskunftserteilung muss der Versorgungsträger aus datenschutzrechtlichen Gründen die Abgrenzung der Erforderlichkeit der Auskunft wohl eng vornehmen.
Daneben ist noch der familienrechtliche Auskunftsanspruch im Rahmen des Scheidungsverfahrens zu beachten (§ 220 FamFG).

### Externe Teilung von Anrechten
Die externe Teilung (also die Begründung eines Anrechts bei einem anderen Versorgungsträger) ist in zwei gesetzlich definierten Fällen möglich. Danach ist eine externe Teilung grundsätzlich dann durchzuführen,
- wenn die ausgleichsberechtigte Person und der Versorgungsträger des Ausgleichspflichtigen eine externe Teilung vereinbaren
- oder der Versorgungsträger des Ausgleichspflichtigen eine externe Teilung einseitig verlangt (dies ist nur möglich bei Ausgleichswerten bis 2 % der Bezugsgröße als monatlicher Rentenwert oder dem 240-Fachen davon als Kapitalwert; für 2014: 6.636 € Kapitalwert oder 55,30 € monatlicher Rentenwert). Für die Unterstützungskasse und die Direktzusage gelten jedoch entschieden höhere Werte (Kapitalwert bis zur Beitragsbemessungsgrenze in der gesetzlichen Rentenversicherung; für 2014: 71.400 €).

Die ausgleichsberechtigte Person muss bei der externen Teilung die gewünschte Zielversorgung vorgeben. Die ausgleichsberechtigte Person legt dabei den Zielversorgungsträger fest, an den bei der externen Teilung der Ausgleichswert z. B. zur Erhöhung einer bereits bestehenden Anwartschaft überwiesen werden soll. Gibt die ausgleichsberechtigte Person keine Zielversorgung an, erfolgt die externe Teilung durch Begründung eines Anrechts in der gesetzlichen Rentenversicherung oder entsprechend dem Durchführungsweg in der Versorgungsausgleichskasse.
Aufgabe der Versorgungsausgleichskasse ist nach dem Gesetz über die Versorgungsausgleichskasse (VersAusglKassG), die Versorgung der ausgleichsberechtigten Person bei der externen Teilung eines Anrechts im Sinne des Betriebsrentengesetzes durchzuführen, wenn die ausgleichsberechtigte Person das Wahlrecht hinsichtlich der Zielversorgung nicht ausübt. Die Versorgungsausgleichskasse ist eine Pensionskasse im Sinne des § 232 des Versicherungsaufsichtsgesetzes in der Rechtsform eines Versicherungsvereins auf Gegenseitigkeit. Das Gesetz regelt u. a. die Vermögensanlage, den Leistungsumfang usw. Die Versorgungsausgleichskasse gehört einem Sicherungsfonds an. Ein bei der Kasse bestehendes Anrecht ist nicht übertragbar, beleihbar und nicht veräußerbar. Es darf auch nicht vorzeitig verwertet werden (§ 5 VersAusglKassG).
Wählt die ausgleichsberechtigte Person eine Zielversorgung, so muss es sich um eine angemessene Versorgung handeln(§ 15 VersAusglG). Ein Anrecht in der gesetzlichen Rentenversicherung, bei einem Pensionsfonds, einer Pensionskasse oder einer Direktversicherung oder aus einem Vertrag, der nach § 5 des Altersvorsorgeverträge-Zertifizierungsgesetzes zertifiziert ist, erfüllt stets die Anforderungen.
Es können aber auch andere Versorgungsarten als angemessen angesehen werden. Diese müssen dann folgende Kriterien erfüllen:
- eine lebenslange Altersversorgung
- nicht übertragbar
- nicht beleihbar
- nicht veräußerbar
- nicht vor Vollendung des 60. Lebensjahres verwertbar
- Insolvenzschutz
- steuerneutral für den ausgleichspflichtigen Ehepartner

Neben den Auffangversorgungsträgern Gesetzliche Rentenversicherung und Versorgungsausgleichskasse (für Anrechte im Sinne des Betriebsrentengesetzes) gibt es für die ausgleichsberechtigten Personen aufgrund der o.a. Kriterien bisher nur wenige Alternativen, zum Beispiel BVV oder Versorgungsausgleichswerk.
Bei der externen Teilung ist ein Kostenabzug des Versorgungsträgers nicht zulässig.
Mit Verfügung vom 24. März 2010 erteilte die Bundesanstalt für Finanzdienstleistungsaufsicht (Bafin) der Versorgungsausgleichskasse die erstmalige Erlaubnis zum Geschäftsbetrieb.

## Gerichtliches Verfahren
Verfahrensbeteiligte im Versorgungsausgleichsverfahren sind neben den Ehegatten bzw. eingetragenen Lebenspartnern die Versorgungsträger, bei denen ein auszugleichendes Anrecht besteht, und diejenigen Versorgungsträger, bei denen ein Anrecht begründet werden soll, sowie die Hinterbliebenen und Erben der Ehegatten (§ 219 FamFG).
Das familiengerichtliche Verfahren legt diesen Beteiligten Mitwirkungs- und Auskunftspflichten auf, die auch zwangsweise durchgesetzt werden können (z. B. durch Ordnungsgeld). Im familiengerichtlichen Verfahren gilt der Amtsermittlungsgrundsatz, d. h. die Sachverhaltsermittlung wird auch von Amts wegen vom Gericht betrieben.
Das Familiengericht entscheidet in der Versorgungsausgleichssache durch Beschluss. Der Beschluss erwächst in Rechtskraft – ist somit auch zwangsvollstreckbar – wenn nicht Beschwerde innerhalb eines Monats seit schriftlicher Bekanntgabe des Beschlusses durch einen Beteiligten (z. B. Ehegatten) eingelegt wird (§ 59 FamFG).
Dieser rechtskräftige Beschluss (z. B. zur internen Teilung) ist im jeweiligen in der Beschlussformel genau bezeichneten Versorgungssystem umzusetzen. Bei z. B. der internen Teilung würde eine Kürzung des Anrechts des Ausgleichspflichtigen und die Begründung eines entsprechenden neuen Anrechts für den Ausgleichsberechtigten im Versorgungssystem entsprechend der Beschlussformel erfolgen müssen.
Einige Versorgungsträger haben schon Teilungsordnungen erstellt, in denen die Art und Weise der internen Teilung und der Kostenabzug durch den Versorgungsträger geregelt ist. Diese Teilungsordnungen können Gegenstand der Beschlussformel sein.

## Kritik
Kritik an der Handhabung des Versorgungsausgleichs gibt es von den Berufsvertretungen von Soldaten und Beamten mit besonderer Altersgrenze. Kritisiert wird eine Benachteiligung gegenüber anderen Rentnern, mit der Begründung, dass die Anwendung der zeitratierten Berechnungsmethode zur Festsetzung des Versorgungsausgleichs aufgrund der kurzen Dienstzeiten zu ungleich schlechteren Ergebnissen für die Betroffenen und aufgrund der früheren Zurruhesetzung zu einem erheblich größeren Kürzungsvolumen führt.
Diese Wertungen nimmt auch der Wehrbeauftragte des Deutschen Bundestages in seinen Jahresberichten 2012 und 2013 auf und fordert Abhilfe seitens der Bundesregierung.
In der gesetzlichen Rentenversicherung werden im Scheidungsverfahren der früheren Ehefrau, weil sie z. B. als Hausfrau tätig war, Entgeltpunkte auf dem Rentenkonto gutgeschrieben. Sollte sie vor Renteneintritt versterben oder hat selbst höchstens 36 Monate Rente aus den übertragenen Anrechten erhalten, wird die Rente nicht gekürzt. Der ausgleichspflichtige frühere Ehepartner kann auf Antrag die Entgeltpunkte zurückverlangen. Es wird dies von der Deutsche Rentenversicherung Rheinland mit dem Hinweis, dass sich bis zum Rentenbeginn noch gesetzliche Änderungen ergeben können, im Rentenkonto lediglich vermerkt. Erst im späteren Rentenverfahren kann mit einer Rückübertragung der Entgeltpunkte gerechnet werden.